# Kråkbär
Kråkbär eller kråkris (Empetrum nigrum) är ett vintergrönt ris, som hör till växtfamiljen ljungväxter.

## Beskrivning
Det är enkelt att känna igen kråkbär, eftersom  de små barrliknande bladen har en tunn vit linje längs med kanten. Blommorna är normalt enkönade, men tvåkönade kan förekomma.
Underarten nordkråkbär (Empetrum nigrum L. ssp. hermaphroditum (Lange) Böcher) har oftast tvåkönade blommor, men enkönade populationer är inte ovanligt. Nordkråkbär är svåra att skilja från vanliga kråkbär. Vissa botaniker anser nordkråkbär vara en självständig art, eftersom kromosomtalet är olika; 2n = 26 hos vanliga kråkbär och 2n = 52 hos nordkråkbär.
Frukten är ett svart, ganska torrt bär, som påminner om blåbär, men är mindre och har större och hårdare kärnor. Bäret är en aning sött, men smaken är i stort fadd. Vissa anser att smaken blir bättre om bären utsatts för frost.
Intag av kråkbär kan ha en laxerande effekt.
Kråkbär tros ha invandrat till Sverige efter istiden, då man hittat bären i avföringsrester i Balltorp utanför Göteborg som är cirka 10 000 år gamla. 
Kråkbär är underskattat som föda. I äldre tider har dock alla åldrar ätit kråkbär i Nordsverige; i början av 1900-talet mest barn. Sannolikt kunde de lättare uppfatta en söt smak som är maskerad av viss faddhet för de äldre. En svensk björn kan tillgodogöra sig 20 000 kcal/dag genom att beta kråkbär och blåbär på hösten. En stor del, kanske större delen, av detta kommer från kråkbär.

## Biotop
Kråkbär växer på skogs-, hed- och myrmark eller i kanten av sandstränder. Vinterhärdigheten är god.

## Växtgeografi
Kråkbär har i stort en sydlig och östlig utbredning, medan nordkråkbär, som namnet antyder, växer mest norr om Mälardalen. De kan betraktas som vikarierade underarter. Se utbredningskartorna nedan. 

## Utbredningskartor

### Kråkbär (huvudarten)
1. Norden

2. Norra halvklotet

### Nordkråkbär
3. Norden

4. Norra halvklotet

### Underart
Se utbredningskarta 2.
Empetrum nigrum ssp japonicum finns i norra Japan, Sachalin och öarna norrut fram till sydspetsen av Kamtjatka samt i Sydkorea.

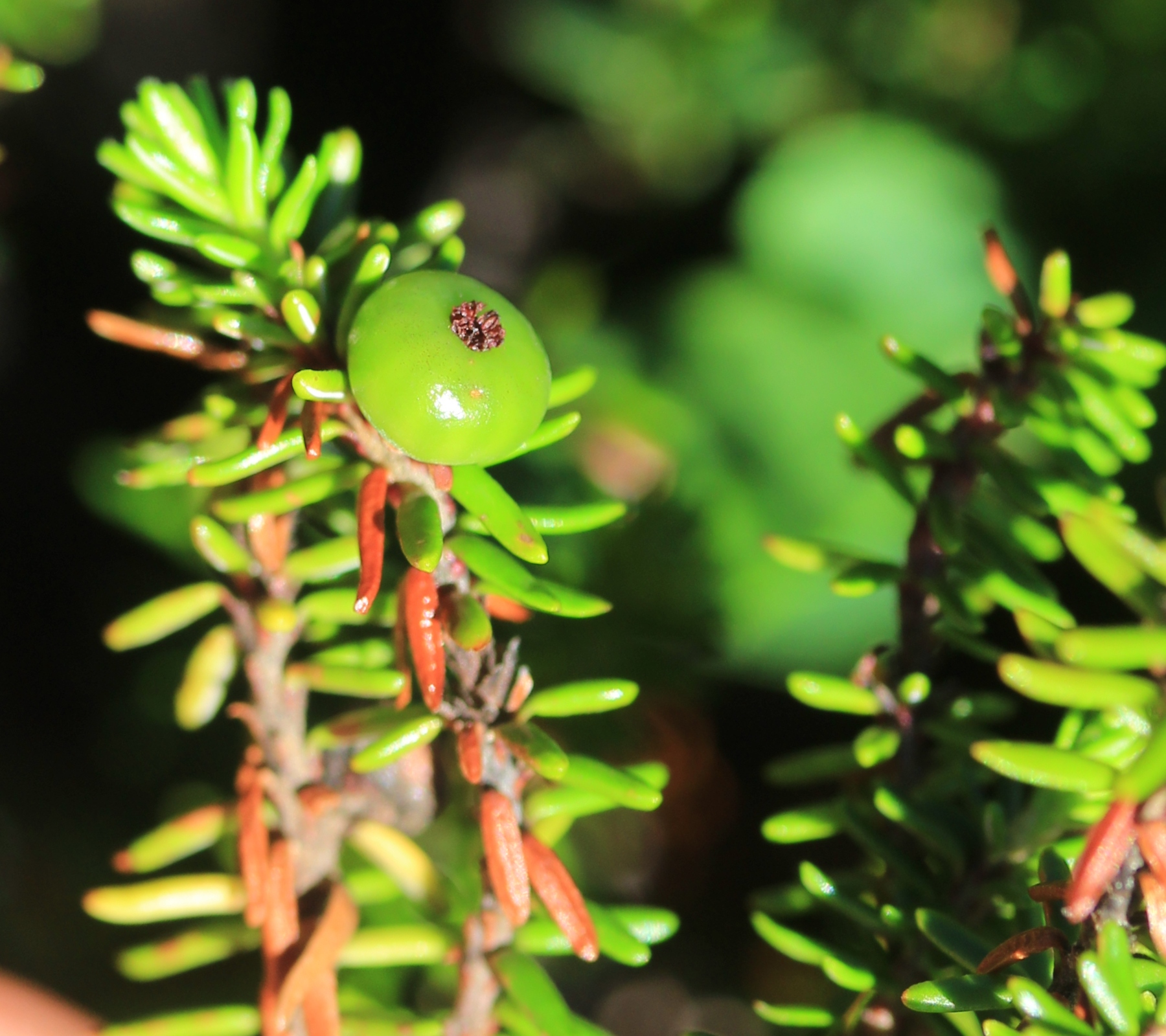
Empetrum nigrum ssp japonicum med ett omoget bär

## Etymologi

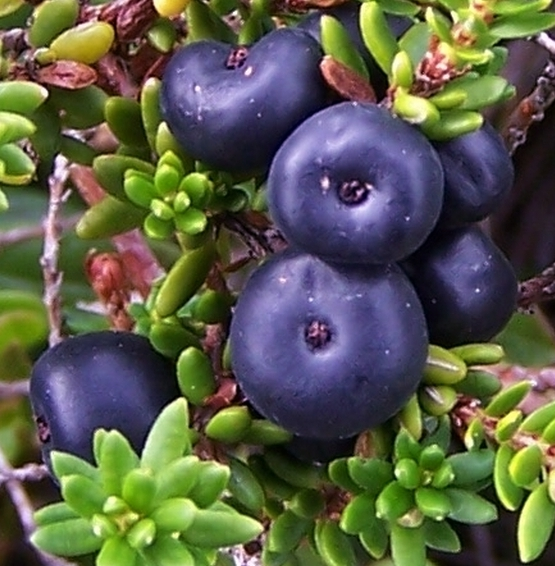
Kråkbär
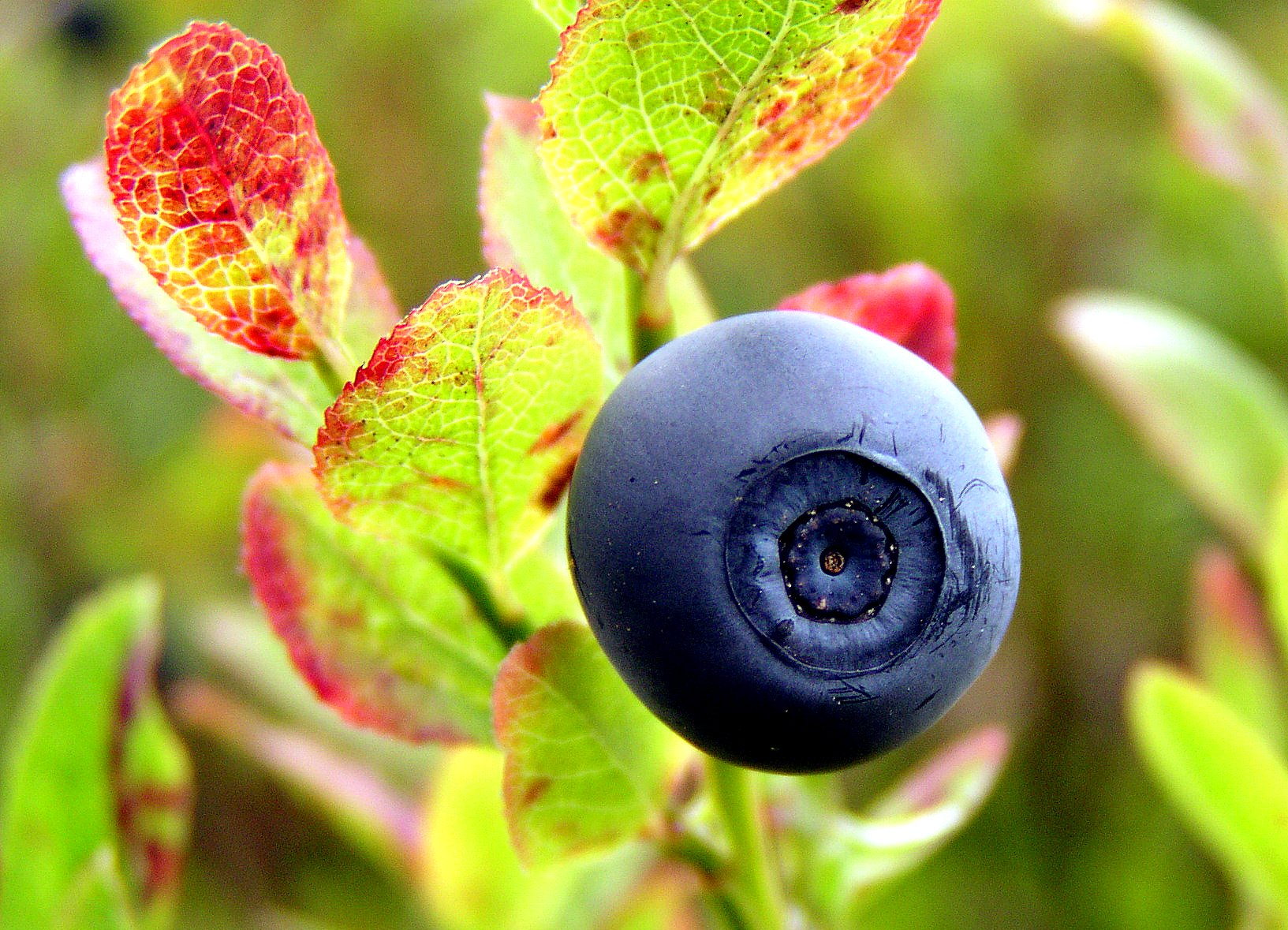
Blåbär

- Nigrum betyder svart, och syftar på bären, som dock i praktiken ofta syns mer blå än svarta, och t o m ibland misstas för blåbär.
- Hermaphroditum betyder tvåkönad.

## Bygdemål
| Namn                                       | Trakt         |
| ------------------------------------------ | ------------- |
| Kläckling                                  | Halland       |
| Kloklingar Klöcklingar Kråköger Kräklingar | Västergötland |
| Lopperis                                   | Skåne         |

## Bilder

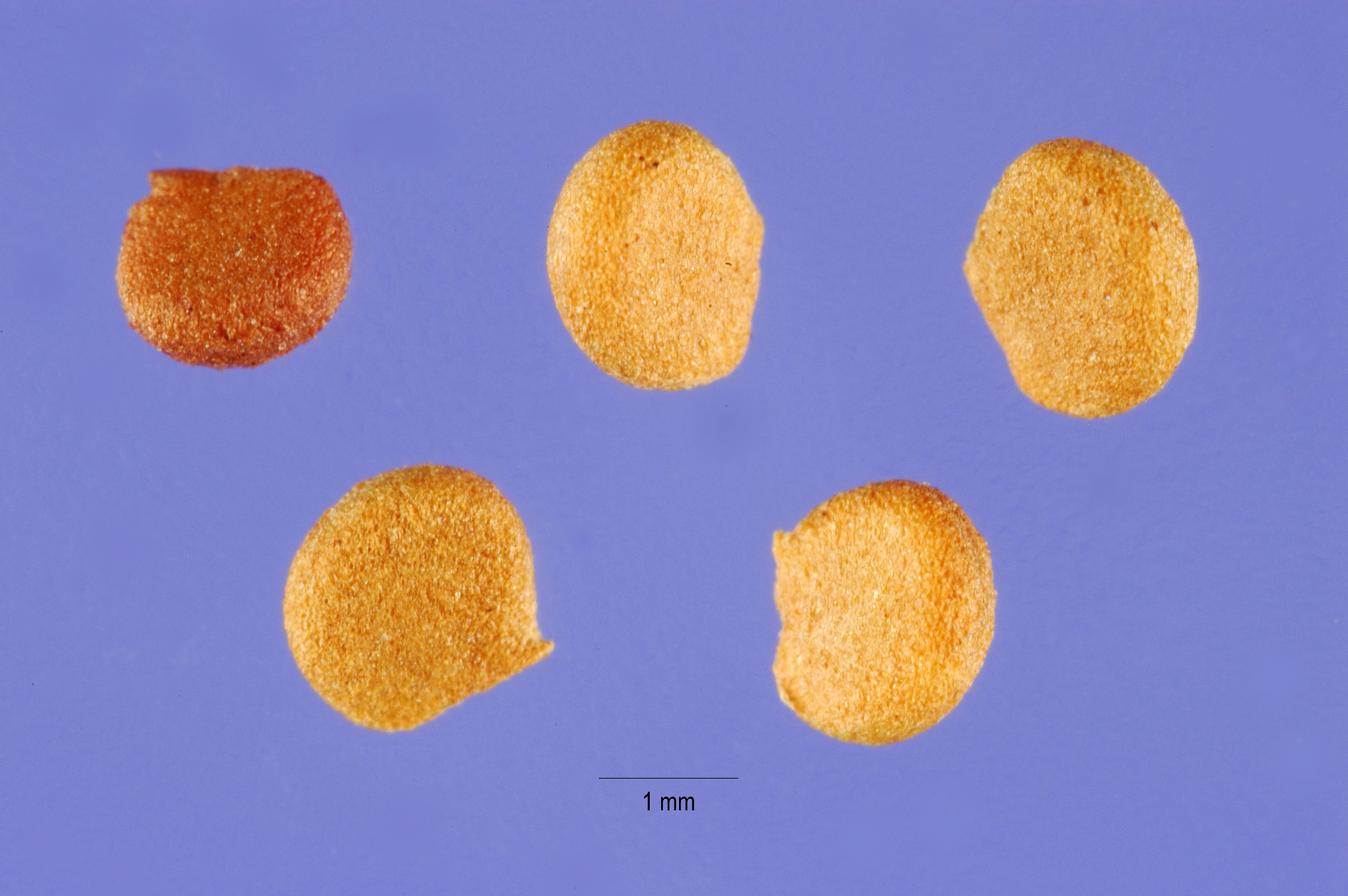
Frön Lägg märke till skalan nedtill, i mitten.
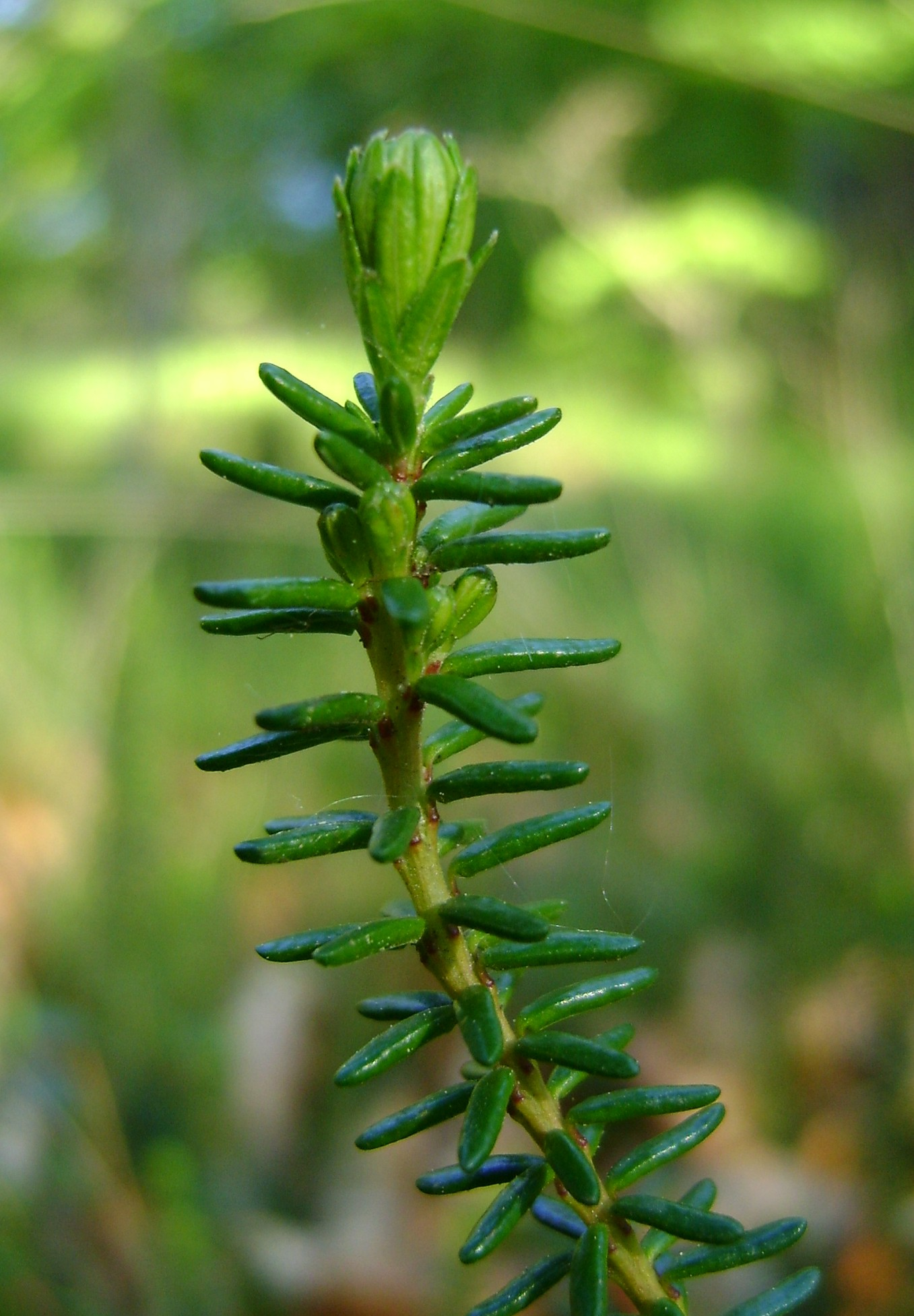
Kvist med de hoprullade bladen.
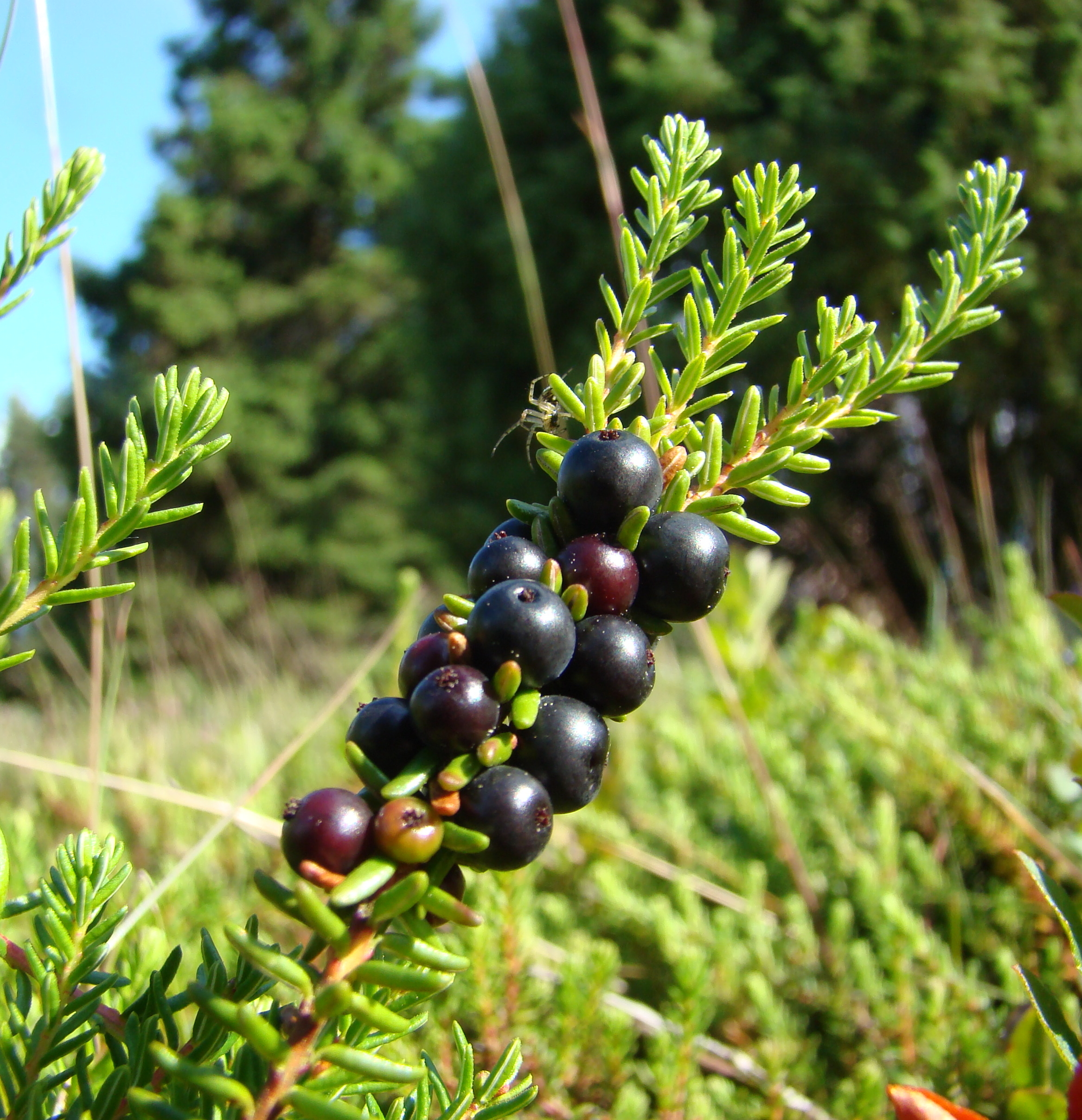
Varje kvist kan bära många frukter.
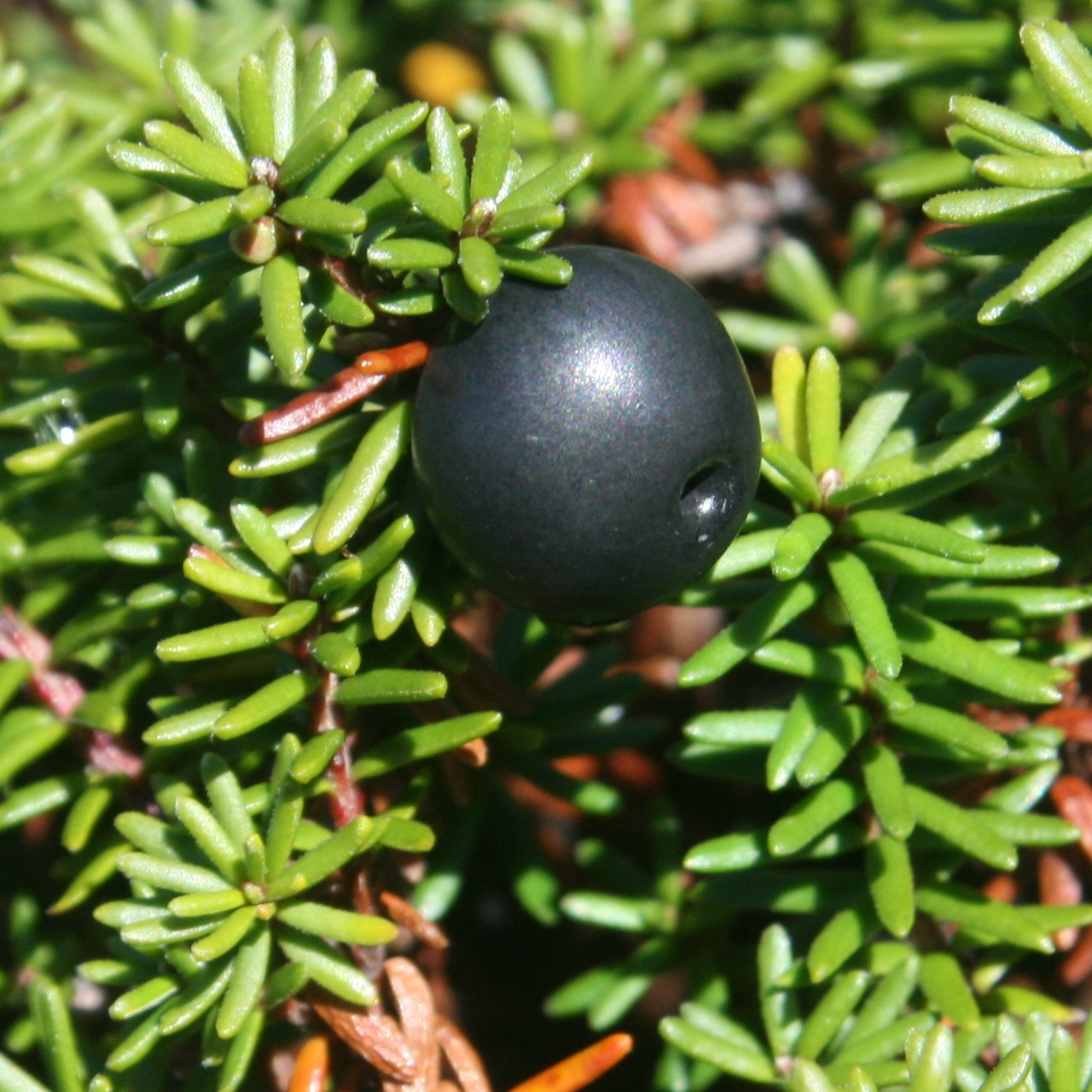
Bär av ssp asiaticum. Färgen här gör skäl för artnamnet nigrum (svart)
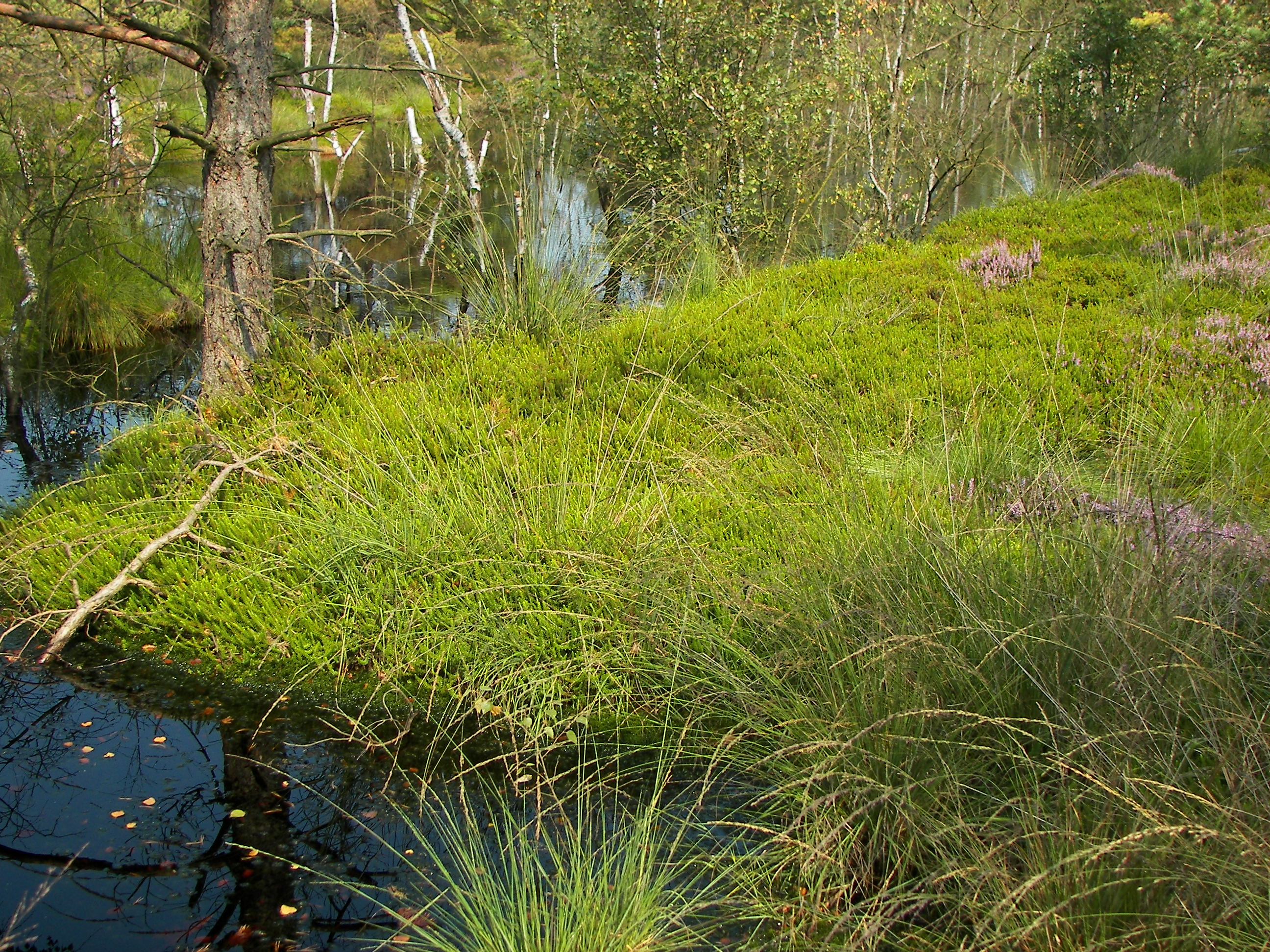
Exempel på växtplats intill vattendrag.
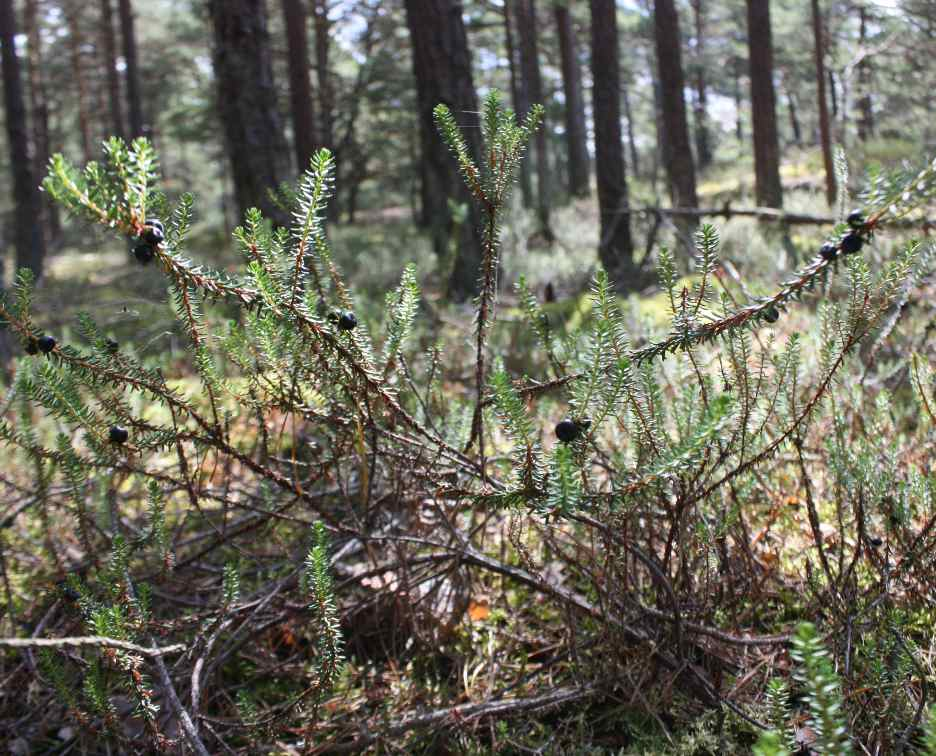
Kråkbär kan växa även på torrare platser, som här i en skogsglänta.
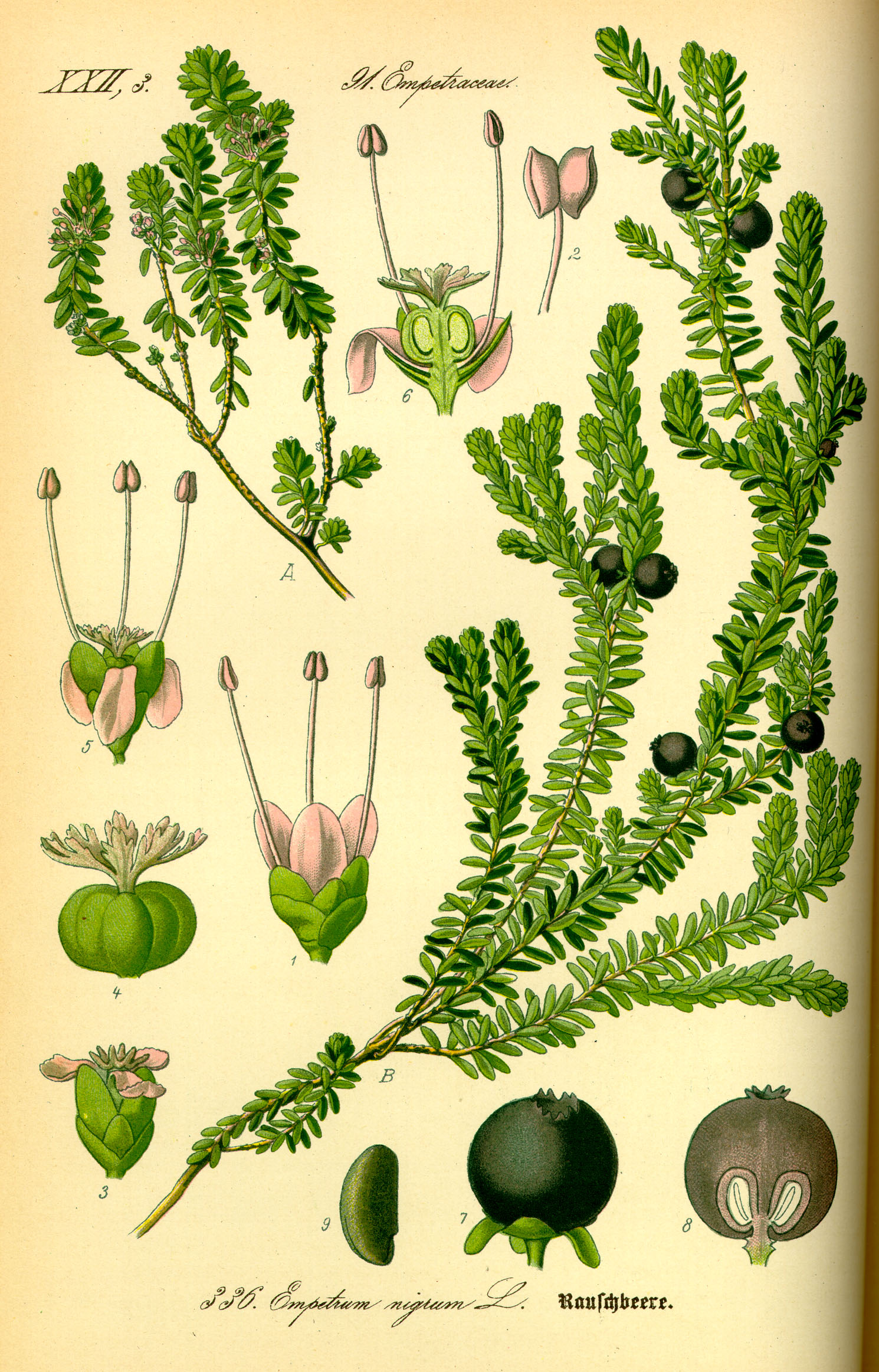
Illustration av Otto Wilhelm Thomé i Flora von Deutschland, Österreich und der Schweiz.

## Fotnoter
1. ↑  Samma rykte gäller f ö även slånbär. Men orsaken till förbättringen är inte själva frostkylan, utan att man ska ge bäret tid att fortsätta mognandet långt in på hösten, innan man skördar.